# 아르보리오 (쌀)

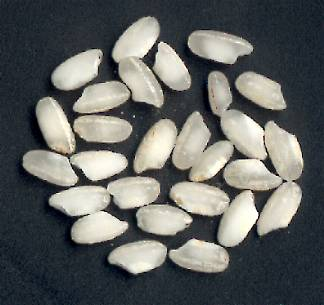
아르보리오 쌀 낟알

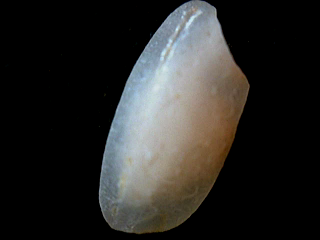
아르보리오 쌀 낟알 확대 사진

아르보리오(Arborio)는 이탈리아의 짧은 낱알 쌀 품종(단립종)이다. 아르보리오는 이 쌀이 재배되는 지역인 이탈리아 피에몬테주 아르보리오의 이름을 따서 명명되었다. 아르보리오 쌀은 아밀로펙틴 녹말 함량이 높아서 밥을 지으면 밥알이 단단하고, 끈기가 높다. 따라서, 아르보리오는 녹말 함량이 높아 먹기에는 빳빳한 대신, 다른 음식과는 잘 어울린다. 아르보리오는 카르나롤리, 마라텔리와 함께 이탈리아 요리인 리소토를 만들 때 사용되는 쌀이다. 아르보리오 쌀은 라이스 푸딩을 만들 때도 사용된다.

## 같이 보기
- 카르나롤리
- 마라텔리